# San Jerónimo Coatlán
San Jerónimo Coatlán là một đô thị thuộc bang Oaxaca, México. Năm 2005, dân số của đô thị này là 4979 người.